# Philip Granville
Philip Granville (* 28. Juli 1894 in Kingston, Jamaika; † 16. August 1954 in London, Vereinigtes Königreich) war ein kanadischer Geher.

## Karriere
Granville nahm an den Olympischen Spielen 1924 in Paris teil. Hier scheiterte er in der Disziplin 10.000 m Gehen in der Vorrunde am Finaleinzug.